# Galaga
Galaga er efterfølgeren til Galaxian, og er et "shoot'em'up" arcadespil, udviklet af Namco i 1981.
Galaga er efterfølgeren til Galaxian, som er en åndelig efterfølger til Space Invaders. Galaga skruede op for tempoet i forholdet til de to første spil, og introducerede fjendernes entré på skærmen. De kommer flyvende i mønstre og angriber ved at bryde ud fra gruppen som de også gjorde i Galaxian.
Pointen i Galaga i forhold til de to andre spil er:
1) Der kan nu være to skud på skærmen ad gangen. Dette vil sige at så længe man har to skud på skærmen, så skal et af disse først forsvinde (enten ved at ramme en fjende eller ved at forsvinde ud af toppen) før man kan skyde igen. Timer man sine skud rigtigt så vil man kunne skyde uafbrudt.
2) Udenadslære. At huske mønstre, sætte fixérpunkter på skærmen og andre metoder. Eksempelvis, når man når til en bonusbane og gerne vil finde den præcise midte af skærmen så kan man skyde mens 'Challenging Stage' er skrevet på skærmen. Ens skud skal gå igennem 'g'et i challenging (ens venstre skud hvis man har dual-ship)
3) Beslutningen om man vil gå efter efter dobbeltskib. Hvis man får sit rumskib suget op af en Galaga, så kan man få det tilbage ved at skyde Galagaen mens den er i angreb. Man kan kalde dette at bruge to liv på en gang, og have dem side ved side. Det er lidt risikabelt at gøre dette, og det er sværere at forsvare et dual-ship, men evnen til skyde fjender bliver forøget kraftigt. Desuden er det næsten nødvendigt or at få skudt alle fjenderne på en bonusbane og få de 10.000 ekstra point.